# 移住・住みかえ支援機構
一般社団法人移住・住みかえ支援機構（いじゅう・すみかえしえんきこう、英称：Japan Trans-housing Institute、略称：JTI）は住宅の借り上げ・転貸を行う日本の一般社団法人。ハウスメーカーなどが中心になり2006年に設立された。
同団体は高齢者などの保有する住宅を借り上げ、賃料を保証して子育て世帯などに転貸する。よって住宅所有者は安定した家賃収入を得ることが可能となり、借主は良質な住宅を割安な家賃で借りることが可能になる。この仕組みにより、住宅ストックを社会の財産として活用することを目指している。

## テレビ番組
- 日経スペシャル ガイアの夜明け 甦れ!夢のマイホーム「～中古住宅の新たな活用法～」（2007年7月10日、テレビ東京）[1]